# Oberea javanicola
Oberea javanicola är en skalbaggsart som beskrevs av Stefan von Breuning 1950. Oberea javanicola ingår i släktet Oberea och familjen långhorningar. Inga underarter finns listade i Catalogue of Life.